# Balbronner Hand

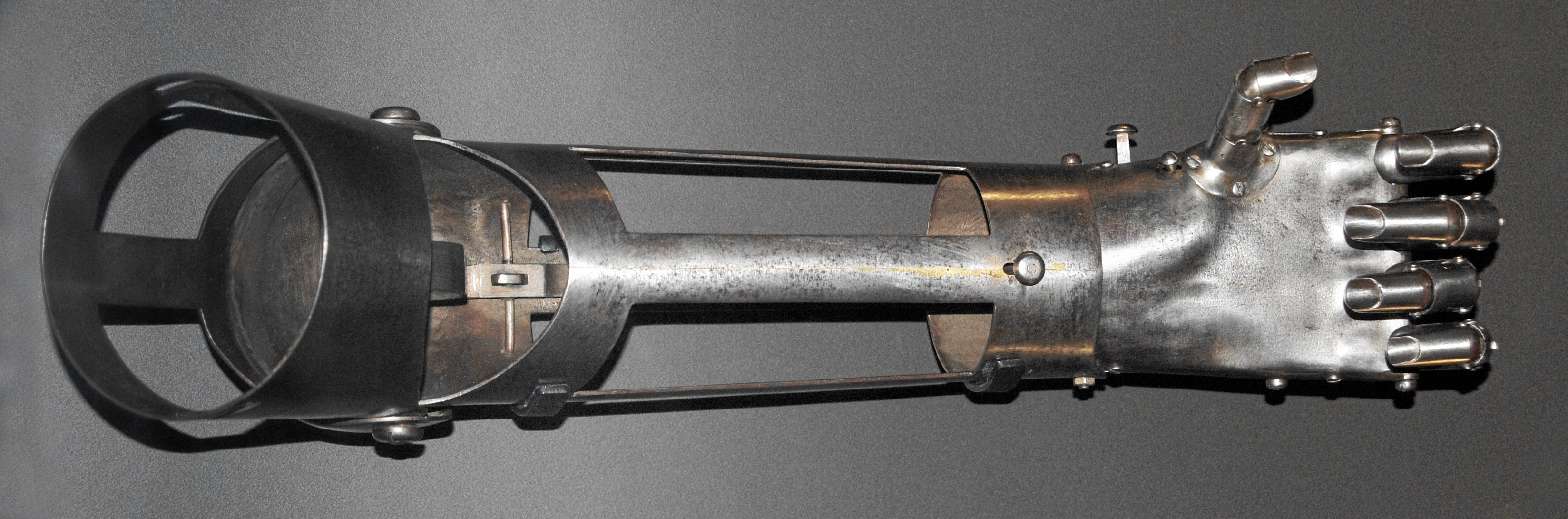
Balbronner Hand, Nachbau im Musée Historique

Die Balbronner Hand (frz.: main de Balbronn) ist eine passive, linke Unterarmprothese aus dem 16. Jahrhundert, deren Überreste 1907 oder 1908 – neben menschlichen Knochen – bei Renovierungsarbeiten im Chor der Kirche von Balbronn (Elsass) gefunden wurden.
An der Fundstelle befand sich früher die Grabplatte des laut Aufschrift 1564 verstorbenen Ritters Hans von Mittelhausen (Jean de Mittelhausen).
Die Kunstschmiede A. und O. Zschokk aus Straßburg schufen Anfang des 20. Jahrhunderts im Auftrag Robert Forrers zwei Nachbildungen, die heute in der protestantischen Kirche von Balbronn und im Musée Historique in Straßburg ausgestellt werden. Dort wird auch das nur teilweise erhaltene Original gezeigt.
Aufgrund der großen konstruktiven Ähnlichkeit mit der wesentlich bekannteren „Eisernen Hand“ des Götz von Berlichingen ist anzunehmen, dass beide vom selben Hersteller stammen.

## Konstruktion
Die Prothese ersetzte die linke Hand, den Unterarm und den Ellenbogen – Götz von Berlichingen hingegen fehlte die rechte Hand. Von der „Götzhand“ unterscheidet sich die Hand von Balbronn dementsprechend hauptsächlich in einem beweglichen Ellbogengelenk, das durch ein 1,6 cm starkes Zahnrad von 4 cm Durchmesser einstellbar ist.
Zur Gewichtsreduktion war der Unterarm der Balbronner Hand wie bei der Altruppiner Hand durchbrochen ausgeführt und nicht aus Vollblech. Das Gewicht der Kopie liegt dennoch bei 1675 g.
Die Finger sind in drei Gelenken (Daumen in zwei Gelenken) unabhängig voneinander beweglich ausgeführt. Die Arretierung der Gelenke erfolgte wie auch bei der „Götzhand“ und einfacheren zeitgenössischen Prothesen über einen Verriegelungsmechanismus mit Sperrklinken. Wie diese musste die Balbronner Prothese mit der gesunden Hand oder durch Aufstützen eingestellt werden und sprang bei Betätigen einer Taste durch Federkraft wieder in die (offene) Ausgangsposition.
Die Mechanismen der Balbronner Hand und der um 1530 entstandenen jüngeren Götzhand sind weitgehend identisch.
Kleine stilistische Unterschiede der Plattnerarbeit lassen darauf schließen. dass die Balbronner Hand möglicherweise etwas jünger ist.

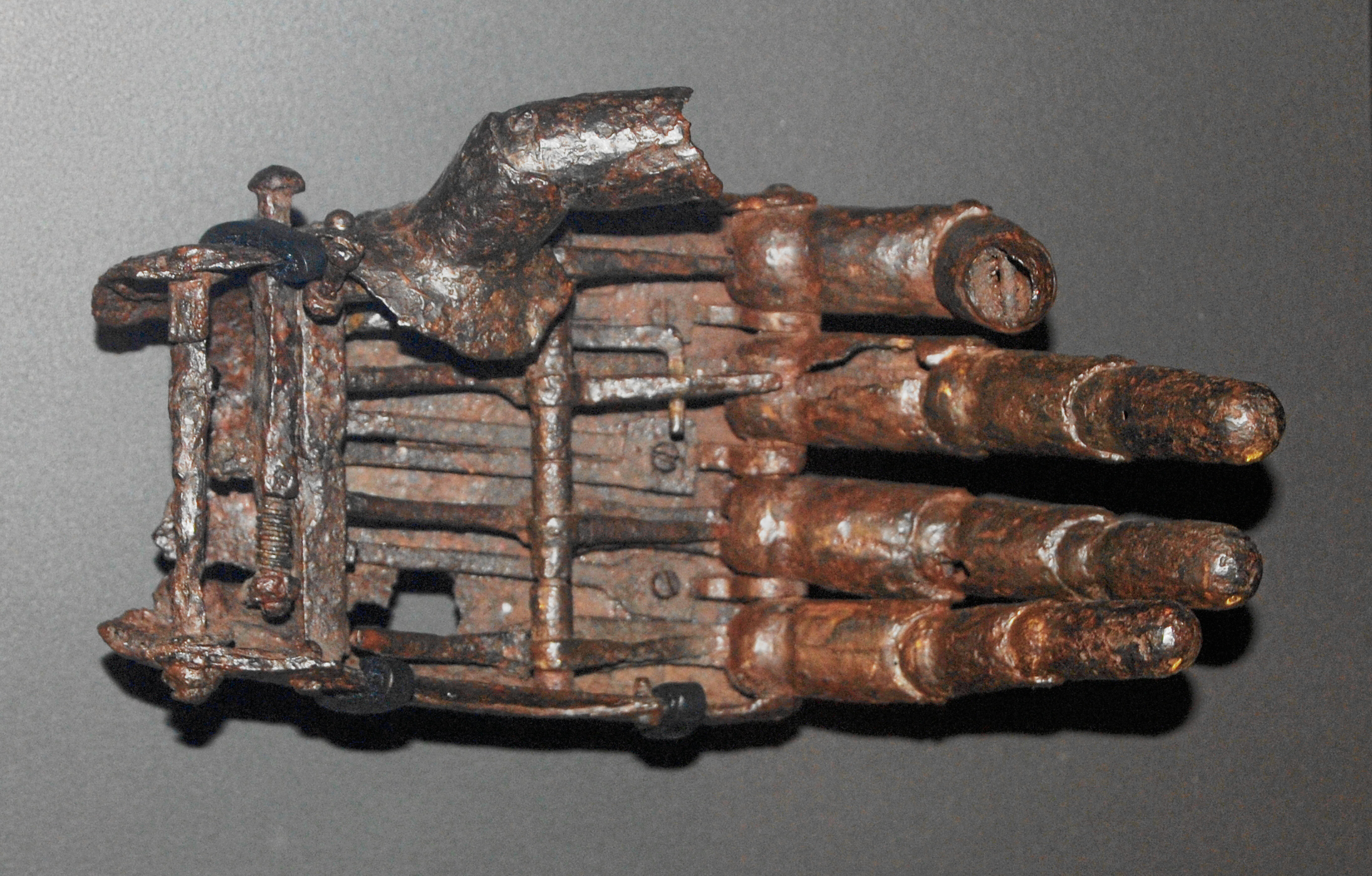
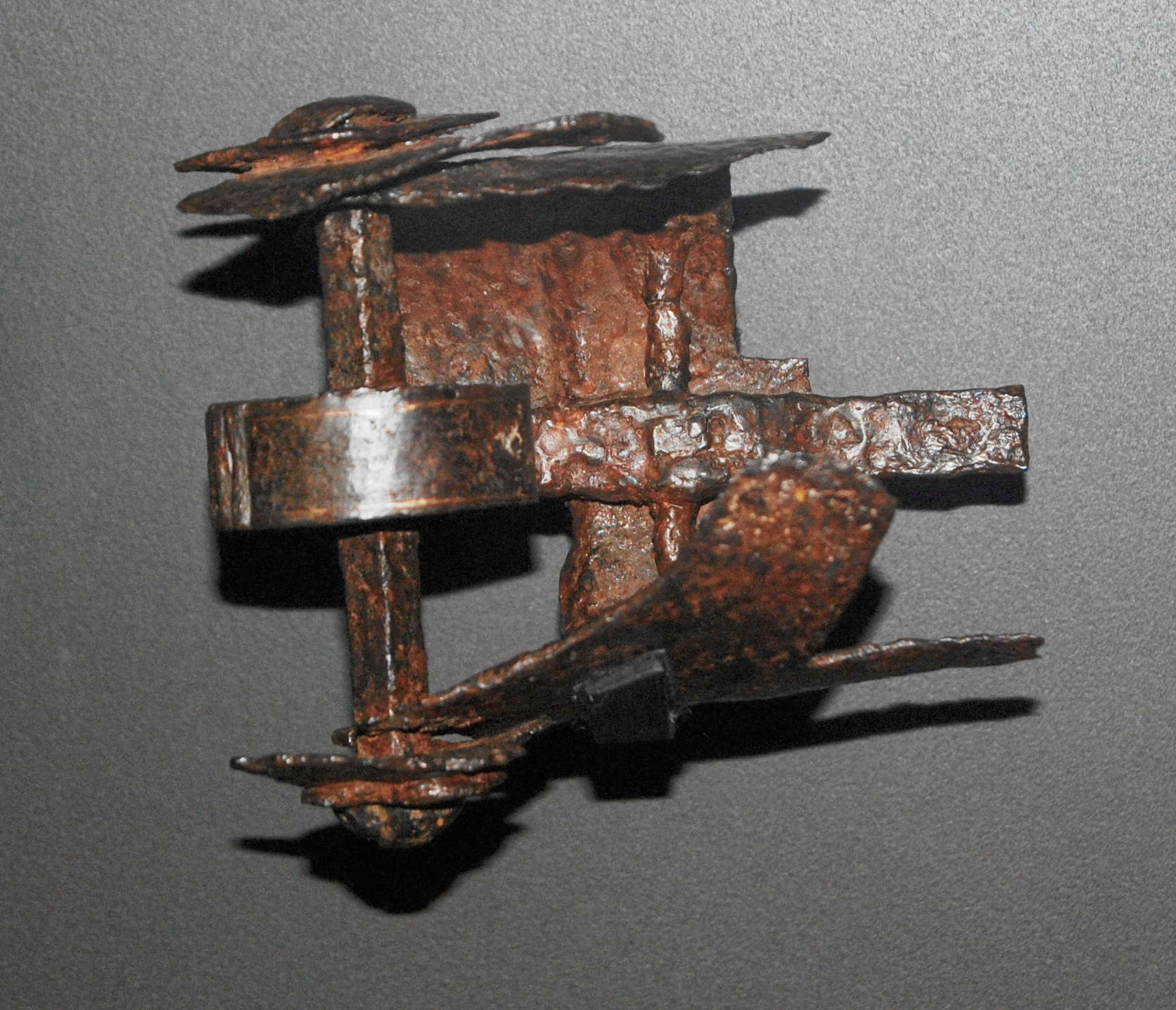